# 10万円でできるかな
『10万円でできるかな』（じゅうまんえんでできるかな）は、テレビ朝日系列で2017年10月4日（3日深夜）から放送されているバラエティ番組である。通称は『10万円』。
キスマイ10周年特番の『キスマイ10周年でやれるかな? テレビ朝日人気番組の裏側に潜入しちゃった ほぼ3時間SP』と、スピンオフ版の『ニカゲーム』、パイロット版の『〇〇万円あったら××できるでしょ?』及び『1万円あったら××できるでしょ?』についても解説する。

## 概要
Kis-My-Ft2が2017年9月まで出演していた同時間帯の前番組『キスマイレージ』を、番組内の「様々なテーマを10万円で達成する企画」を中心にリニューアルしたもの。Kis-My-Ft2メンバーの検証ロケVTRを、サンドウィッチマンが評価する形式の「実験バラエティー」番組。
2018年10月から2019年3月の間は放送時間が0:20 - 0:50（5分繰り下げ）に変更された。
2019年4月改編において、放送時間が月曜20:00 - 20:54に移行し、ゴールデンタイムに昇格することが同年1月19日に放送されたゴールデン・2時間スペシャル（18:56 - 20:54）のエンディングの中でサプライズ発表された。また、Kis-My-Ft2としては初のゴールデン・レギュラー番組となる。ただ、1月19日の番組では『今年春からゴールデンタイムの放送が大決定!』と発表されただけで放送時間枠は公表はなく、翌日のネットニュースやキスマイの先輩・東山紀之が司会を務める「サンデーLIVE!!」（テレビ朝日・朝日放送テレビ・メ〜テレ共同制作）内で発表された。そして、同年3月18日にゴールデン昇格を記念し、ゴールデン進出SPとして2時間のフライング放送（20:00 - 21:48）が行われ、13.1%（ビデオリサーチ調べ、関東地区）の同時間帯トップの視聴率を獲得、同日の視聴熱ランキングもトップだった（ザテレビジョン調べ）。同年4月22日にゴールデンタイム放送が開始された。この関係で全編ローカルセールス枠での深夜番組としては3月13日をもって終了し、同時に2014年4月の『キス濱テレビ』から5年続いたテレビ朝日の火曜深夜枠におけるKis-My-Ft2のレギュラー番組シリーズも終了した。
なお、ゴールデンタイム昇格以降は、通常枠（月曜 20:00 - 20:54）での放送が一切されず、概ね前座番組『帰れマンデー見っけ隊!!』との合体SPが編成されることが多く、その場合、20:40 - 21:54に放送されている。しかし、レギュラー番組表においては通常枠（月曜 20:00 - 20:54）で編成されたままとなっている。
2023年からは月曜20:00 - 21:00に変更（6分拡大）。なお拡大SPは21:54までの放送となる。
番組最高視聴率は、2019年7月15日放送回の15.3%。
なお、放送時間は20:00 - 21:00としているがこの通りに放送されることは無いに等しい

## 出演者
- Kis-My-Ft2
- サンドウィッチマン - 見届け人

サンドウィッチマンはある会社の役員でキスマイは同じ会社の社員。役員2人が気になったことをキスマイに特命社員として調査させに行く、と言う「裏設定」。キスマイは数人ロケに同行し、サンドウィッチマンも不定期にロケを行うこともある。また、ゲスト含む出演者は、｢10万円｣という名札を着用する。一部のロケを除き、キスマイは必ずタキシードを着用している。深夜時代は、優秀なロケをしたメンバーに「つけるとロケの仕事が増える」サンドウィッチ勲章が送られていた。2023年8月の放送をもって北山がキスマイから脱退・ジャニーズ事務所を退所に伴い、当番組からも卒業した。

## 主な企画・コーナー
クイズハウマッチマン
2024年2月5日以降の特別編を除く全放送回で実施。キスマイとスタッフによる調査ロケの内容から、お金にまつわるあれこれをクイズで出題する企画。
「外国人観光客のスーツケース」「物価高なのに客が殺到するお店」「外国人に人気のご当地お土産」などのテーマを題材にしている。
10万円で宝くじ（スクラッチ削り旅）
レギュラー放送初回から行われている企画。10万円分宝くじを購入し、当選金を検証する。主にナンバーズやスクラッチで検証。スペシャルではジャンボ宝くじでも行われた。
「スクラッチ削り旅」ではロケ隊に10万円分の宝くじ購入資金が支給（宝くじ以外には使用することができない）。行く先々で宝くじを購入し、当選金の分だけ食事やアクティビティを楽しむことができる。購入できるのはその場で結果が分かるスクラッチ及び平日毎日抽選が行われているナンバーズのみ。ロケ隊が2手に分かれる場合は5万円ずつの支給になる場合もある。
10万円で1000円ガチャ
商業施設や雑貨屋に置かれていることが多い、千円札を挿入して行う「1000円ガチャ（番組ではそれ以上の「3000円ガチャ」「5000円ガチャ」も取り上げている）」に10万円分挑戦。出てきた品物を番組調べによる一般市場価格で算出し、どれだけ元が取れたかを競う。こちらも2手に分かれる場合は5万円ずつの支給となる。
10万円で懸賞
様々なオープン懸賞に10万円分（スペシャルでは金額ではなく「はがき1万枚」）応募し、最終的にどれだけ当たるのかを検証。こちらも当選品を市場価格で算出し成果を競う。尚、公正を期すため応募する際は番組が用意した仮名で応募。当選品の受け取りも結果が事前に分からぬようスタッフの家を送り先に指定している。
1食100円生活
キスマイの中でも一番料理が上手い横尾とゲストが3日間9食分をそれぞれ1食あたり100円の材料費でオリジナル料理を作る。調理の様子や出来上がりを見て主婦100人が1食ごとにどちらが良かったかを投票。3日間の合計得票数で競う。
ニカゲーム
メイン企画の間に挟まるショートコーナーであったが、のちに単独番組化された。詳細は後述。
芸能人ふるさと凱旋旅
芸能人のふるさとをキスマイメンバーやサンドウィッチマンが巡る。旅先でかかる費用はガチャで出たメンバーの自腹。
10分間でできるかな
メンバーの1人がお手軽レシピを10分間で作ることにチャレンジする。当初は北山が担当していたが、2023年8月をもっての番組卒業に伴い、2023年9月からは他メンバーが担当。

## ネット局と放送時間

### 深夜放送（2017年10月 - 2019年3月13日）
- 全編ローカルセールス枠となっていた為、一部の系列局などでは別日に遅れネットや不定期放送を行っていた。

| 放送対象地域   | 放送局                           | 系列           | 放送日時                      | 放送開始日                      | ネット状況 | 備考     |
| -------------- | -------------------------------- | -------------- | ----------------------------- | ------------------------------- | ---------- | -------- |
| 関東広域圏     | テレビ朝日（EX）                 | テレビ朝日系列 | 水曜 0:20 - 0:50 （火曜深夜） | 2017年10月04日 - 2019年03月13日 | 制作局     | 制作局   |
| 岩手県         | 岩手朝日テレビ（IAT）            | テレビ朝日系列 | 水曜 0:20 - 0:50 （火曜深夜） | 2017年10月04日 - 2019年03月13日 | 同時ネット |          |
| 秋田県         | 秋田朝日放送（AAB）              | テレビ朝日系列 | 水曜 0:20 - 0:50 （火曜深夜） | 2017年10月04日 - 2019年03月13日 | 同時ネット |          |
| 山形県         | 山形テレビ（YTS）                | テレビ朝日系列 | 水曜 0:20 - 0:50 （火曜深夜） | 2017年10月04日 - 2019年03月13日 | 同時ネット |          |
| 福島県         | 福島放送（KFB）                  | テレビ朝日系列 | 水曜 0:20 - 0:50 （火曜深夜） | 2017年10月04日 - 2019年03月13日 | 同時ネット |          |
| 長野県         | 長野朝日放送（abn）              | テレビ朝日系列 | 水曜 0:20 - 0:50 （火曜深夜） | 2017年10月04日 - 2019年03月13日 | 同時ネット |          |
| 沖縄県         | 琉球朝日放送（QAB）              | テレビ朝日系列 | 水曜 0:20 - 0:50 （火曜深夜） | 2017年10月04日 - 2019年03月13日 | 同時ネット |          |
| 中京広域圏     | 名古屋テレビ放送（メ〜テレ/NBN） | テレビ朝日系列 | 水曜 0:25 - 0:55 （火曜深夜） | 2017年10月04日 - 2019年03月13日 | 5分遅れ    |          |
| 宮城県         | 東日本放送（KHB）                | テレビ朝日系列 | 火曜 0:25 - 0:55 （月曜深夜） | 2017年10月17日                  | 遅れネット |          |
| 福岡県         | 九州朝日放送（KBC）              | テレビ朝日系列 | 土曜 0:20 - 0:50 （金曜深夜） | 2017年10月17日                  | 遅れネット |          |
| 新潟県         | 新潟テレビ21（UX）               | テレビ朝日系列 | 水曜 0:55 - 1:30 （火曜深夜） | 2017年10月18日                  | 遅れネット |          |
| 愛媛県         | 愛媛朝日テレビ（eat）            | テレビ朝日系列 | 水曜 1:25 - 1:55 （火曜深夜） | 2017年10月18日                  | 遅れネット |          |
| 長崎県         | 長崎文化放送（NCC）              | テレビ朝日系列 | 土曜 11:00 - 11:30            | 2017年10月25日                  | 遅れネット |          |
| 熊本県         | 熊本朝日放送（KAB）              | テレビ朝日系列 | 土曜 10:45 - 11:15            | 2017年10月29日                  | 遅れネット |          |
| 山口県         | 山口朝日放送（yab）              | テレビ朝日系列 | 火曜 0:51 - 1:21 （月曜深夜） | 2017年10月31日                  | 遅れネット |          |
| 近畿広域圏     | 朝日放送テレビ（ABC）            | テレビ朝日系列 | 月曜 0:55 - 1:25 （日曜深夜） | 2017年12月26日                  | 遅れネット |          |
| 香川県・岡山県 | 瀬戸内海放送（KSB）              | テレビ朝日系列 | 金曜 0:25 - 0:55 （木曜深夜） | 2018年03月23日                  | 遅れネット |          |
| 静岡県         | 静岡朝日テレビ（SATV）           | テレビ朝日系列 | 土曜 0:50 - 1:20 （金曜深夜） | 2018年04月07日                  | 遅れネット |          |
| 青森県         | 青森朝日放送（ABA）              | テレビ朝日系列 | 日曜 0:35 - 1:05 （土曜深夜） | 2018年04月15日                  | 遅れネット |          |
| 富山県         | チューリップテレビ（TUT）        | TBS系列        | 金曜 10:20 - 10:50            | 2018年11月09日                  | 遅れネット | [ 注 2 ] |

### ゴールデン放送（2019年4月22日 - ）
| 放送対象地域   | 放送局                       | 系列           | 放送日時           | 放送開始日    | ネット状況 |
| -------------- | ---------------------------- | -------------- | ------------------ | ------------- | ---------- |
| 関東広域圏     | テレビ朝日（EX）             | テレビ朝日系列 | 月曜 20:00 - 20:54 | 2019年4月22日 | 制作局     |
| 北海道         | 北海道テレビ（HTB）          | テレビ朝日系列 | 月曜 20:00 - 20:54 | 2019年4月22日 | 同時ネット |
| 青森県         | 青森朝日放送（ABA）          | テレビ朝日系列 | 月曜 20:00 - 20:54 | 2019年4月22日 | 同時ネット |
| 岩手県         | 岩手朝日テレビ（IAT）        | テレビ朝日系列 | 月曜 20:00 - 20:54 | 2019年4月22日 | 同時ネット |
| 宮城県         | 東日本放送（KHB）            | テレビ朝日系列 | 月曜 20:00 - 20:54 | 2019年4月22日 | 同時ネット |
| 秋田県         | 秋田朝日放送（AAB）          | テレビ朝日系列 | 月曜 20:00 - 20:54 | 2019年4月22日 | 同時ネット |
| 山形県         | 山形テレビ（YTS）            | テレビ朝日系列 | 月曜 20:00 - 20:54 | 2019年4月22日 | 同時ネット |
| 福島県         | 福島放送（KFB）              | テレビ朝日系列 | 月曜 20:00 - 20:54 | 2019年4月22日 | 同時ネット |
| 長野県         | 長野朝日放送（abn）          | テレビ朝日系列 | 月曜 20:00 - 20:54 | 2019年4月22日 | 同時ネット |
| 新潟県         | 新潟テレビ21（UX）           | テレビ朝日系列 | 月曜 20:00 - 20:54 | 2019年4月22日 | 同時ネット |
| 静岡県         | 静岡朝日テレビ（SATV）       | テレビ朝日系列 | 月曜 20:00 - 20:54 | 2019年4月22日 | 同時ネット |
| 石川県         | 北陸朝日放送（HAB）          | テレビ朝日系列 | 月曜 20:00 - 20:54 | 2019年4月22日 | 同時ネット |
| 中京広域圏     | 名古屋テレビ（メ〜テレ/NBN） | テレビ朝日系列 | 月曜 20:00 - 20:54 | 2019年4月22日 | 同時ネット |
| 近畿広域圏     | 朝日放送テレビ（ABC TV）     | テレビ朝日系列 | 月曜 20:00 - 20:54 | 2019年4月22日 | 同時ネット |
| 広島県         | 広島ホームテレビ（HOME）     | テレビ朝日系列 | 月曜 20:00 - 20:54 | 2019年4月22日 | 同時ネット |
| 山口県         | 山口朝日放送（yab）          | テレビ朝日系列 | 月曜 20:00 - 20:54 | 2019年4月22日 | 同時ネット |
| 香川県・岡山県 | 瀬戸内海放送（KSB）          | テレビ朝日系列 | 月曜 20:00 - 20:54 | 2019年4月22日 | 同時ネット |
| 愛媛県         | 愛媛朝日テレビ（eat）        | テレビ朝日系列 | 月曜 20:00 - 20:54 | 2019年4月22日 | 同時ネット |
| 福岡県         | 九州朝日放送（KBC）          | テレビ朝日系列 | 月曜 20:00 - 20:54 | 2019年4月22日 | 同時ネット |
| 長崎県         | 長崎文化放送（NCC）          | テレビ朝日系列 | 月曜 20:00 - 20:54 | 2019年4月22日 | 同時ネット |
| 熊本県         | 熊本朝日放送（KAB）          | テレビ朝日系列 | 月曜 20:00 - 20:54 | 2019年4月22日 | 同時ネット |
| 大分県         | 大分朝日放送（OAB）          | テレビ朝日系列 | 月曜 20:00 - 20:54 | 2019年4月22日 | 同時ネット |
| 鹿児島県       | 鹿児島放送（KKB）            | テレビ朝日系列 | 月曜 20:00 - 20:54 | 2019年4月22日 | 同時ネット |
| 沖縄県         | 琉球朝日放送（QAB）          | テレビ朝日系列 | 月曜 20:00 - 20:54 | 2019年4月22日 | 同時ネット |
| 富山県         | チューリップテレビ（TUT）    | TBS系列        | 不定期放送         | 不明          | 遅れネット |

- 2020年10月から2021年9月までの2時間・3時間スペシャル放送時は、番組冒頭の事前枠（18:45 - 19:00）はローカルセールス枠であったため、ネットしない地域では19:00飛び乗りとなっていた。
- 2022年1月からの2時間・3時間スペシャル放送時は、関東地区のみ21:54まで延長（20:54のミニ番組『世界の街道をゆく』終了に伴う）、それ以外の地域では21:48で終了。

## キスマイ10周年でやれるかな?
『キスマイ10周年でやれるかな? テレビ朝日人気番組の裏側に潜入しちゃった ほぼ3時間SP』（きすまいじゅうしゅうねんでやれるかな? てれびあさひにんきばんぐみにせんにゅうしちゃった ほぼさんじかんすぺしゃる）は、テレビ朝日系列で2020年9月21日に放送されたバラエティ番組である。
キスマイデビュー10周年を記念した特番。メンバーがテレビ朝日の人気番組の裏側に潜入し、スタッフ、アナウンサーらへの密着取材を通して人気の秘密を探るという内容で、約3時間半にわたって生放送された。メンバーがドラマ「科捜研の女」「24 JAPAN」、音楽番組「ミュージックステーション」、アニメ「ドラえもん」、情報番組「グッド！モーニング」のそれぞれのスタッフに完全密着。さらに、アナウンサーをはじめ、さまざまな番組、部署で働く人々を取材し、メンバーたちも実際に仕事を体験しながら、“プロフェッショナル”のスゴさを紹介する。番組最後には、Kis-My-Ft2が『Everybody Go』、『光のシグナル』、『ENDLESS SUMMER』のメドレーソングを披露した。

## ニカゲーム
『ニカゲーム』は「だるまさんがころんだ」を元にしたゲームが展開されるドラマ『イカゲーム』（以下、「本家」）のパロディで、当初は番組本編のミニコーナーであったが、2022年上半期に終了した後、2023年に『ニカゲーム2』として2回放送された。その後、単独番組化されて2025年4月には「バラバラマンスリー」枠で単独番組として4回放送された。同年6月29日には22:15-23:10枠で単発編成を実施。
二階堂が街中の英単語を何と読むか解答するゲーム。ルールは基本的に本家のゲームのルールに類似しており、伊達の顔に似ている少女の人形（本家のヨンヒ人形のパロディ）が前を向いている状態で「この英語何て読む？」と言っている間に二階堂が移動し、人形が後ろを振り返った瞬間に二階堂がその場で止まって問題に答える。正解すれば（例：「EYE（目）」は「アイ」と回答すればクリアとなる）次はその場所から、間違えれば初期位置から再スタートとなる。人形の目の前までくれば10万円を獲得できるが、二階堂は「EYE」を「エワエ」と読むなど英語を読むのが極端に苦手であり、毎回珍解答を連発しては失敗に終わっている。5回目からゲストとして佐藤龍我、橋本涼、三村航輝（ジャニーズjr.）など二階堂の後輩も参戦し、問題の難易度が下げられる代わりに一人でも間違えればスタートからやり直しとのルールになった。
なお、単独番組化に際して本家から公認されており、それ以降はヨンヒ人形やピンクガードの衣装など小道具の一部は本家のものを借用できるようになった。

## ○○万円あったら××できるでしょ?
2013年10月20日 - 2016年6月19日 までCSテレ朝チャンネル1で隔週日曜日21時 - 21時30分（JST）に放送された。ニコニコ生放送でも同時配信され、2013年12月29日に「テレ朝ch1 オリジナルバラエティ番組 丸見せ祭り」内で行われた年間ディレクター大賞決定戦2013では川跡友里ディレクター担当の#2「10万円あったらアラサー女性ディレクターの彼氏を見つけれるでしょ!?」が選ばれた。
地上波特別番組を『1万円あったら××できるでしょ?』のタイトルで2014年9月11日にテレビ朝日で23時15分 - 翌0時15分（JST）に放送した。大鶴義丹と水沢アリーが「1万円で三大絶景、完全制覇！カンボジアでセレブの旅できるでしょ？」、アルコ&ピースが伊藤慎一郎教授と共に「1万円あったら170km/h出せるピッチングマシーン作れるでしょ」に挑戦した。
2015年6月7日からは『○○万円あったら××できるでしょ?〜イケメン大図鑑 監修 鈴木拓〜』に改題し、番組内容を全面リニューアルをして、鈴木拓がMCとなり、ゲストに若手イケメン俳優を招く内容となった。
出演者
- 鈴木拓 - 2015年6月7日-

## スタッフ（2025年7月7日以降）
- ナレーション：立木文彦、冨永みーな（立木・冨永は月曜20時枠から）
- 構成：中野俊成、竹村武司、深田憲（健）作、谷口マサヒト、大平将貴、高崎淳平
- TM︰安村真奈
- ロケ技術：TSP、テレビ朝日映像、BULLBULL【週替り】
- CAM：羽田廣宣、星野基幸、山崎善映、田島実一郎【週替り】
- AUD：大嶋朋子、中村渚、福元裕美、羽根田順奈【週替り】
- 美術進行：髙崎絵織、三木晴加
- デザイン：吉岡理人（一時離脱→復帰）
- 大道具：千葉勇治
- 小道具：小柳沙季
- ヘアメイク：丹澤由梨子
- 衣装：永田瑞希
- 編集：菊川雄太、美濃部ゆきの、本田純一、小山雄一郎【週替り】
- MA：宝月健、岩佐早紀子、草山洋次、蒔田謙太郎、秋山栄美子、安里佳乃、小野夏実、兼清和寛、前田悠貴【週替り】
- 編集協力：東京オフラインセンター
- 音効：中村鉄太郎、工藤眞
- TK：中里優子
- デスク：萩原わかな（以前は制作スタッフ）
- 編成：土井泰樹、松下凌士
- 宣伝：村上理絵、呉心怡
- 制作協力：テレビ朝日映像
- 制作スタッフ：桐山宙太、小田切李音、大嶺浩之、樋渡亜湖、田中美羽、福本早也佳、藤田桃子、山澤慶士、竹村姫奈、沢登孝介（沢登→テレビ朝日、以前は編成→一時離脱）、一瀬天也、白井陽大、遠藤千尋、松元瞳、中崎岳飛、牛木京平、木口華鈴、星野ひなり、細淵伶奈、臺信風馬、加藤茉穂【週替り】
- アシスタントプロデューサー：大野沙奈、成田勇介、吉田恵美、横須賀淳、横井啓人、配藤麻衣、清藤舞（配藤→一時離脱→復帰）【週替り】
- ディレクター：田中克弥、小林正純、瀧本卓、生越直樹、西原辰耶、滝島春樹、泉貴昌、守屋賢、佐溝昭彦、長田海里、坂本浩章、注連内励仁、石橋風吾、久保木泉、森島樹、池史斗（人）（久保木〜池→以前は制作スタッフ）【週替り】
- チーフディレクター：柿原貴興（テレビ朝日、以前はディレクター）、森伸太郎（BakaBest）【毎週】、東上床直樹、平間（松﨑）秀峰、辻直記（オフィスぼくら、以前はディレクター→一時離脱）（東上床→一時離脱→復帰）【週替り】
- 演出：宮﨑浩一（2023年8月 - ）
- プロデューサー：田中万莉子・澤田晋（テレビ朝日、田中→2023年8月 - 、澤田→一時離脱→復帰）、村松秀昭・木山達朗（郎）（テレビ朝日映像）、高橋研、雨宮雄太（オフィスぼくら）、松田浩一、杉田ちえみ（松田・杉田→以前はアシスタントプロデューサー）
- ゼネラルプロデューサー：鈴木忠親（テレビ朝日、2020年7月6日 - ）
- 制作：テレビ朝日ビジネスソリューション本部 コンテンツ編成局第2制作部
- 制作著作：テレビ朝日

### 過去のスタッフ
- 企画：奥川晃弘（テレビ朝日）
- ナレーション：大塚明夫【毎週】、鬼頭明里【週替り】
- 構成：久保川きよみ、三浦智信、羽柴拓、奥山聡紀、木崎正和、鈴木遼、飯塚大悟、あだち昌也、植田将崇、鈴木おさむ
- 大道具：久坂優衣、リームス満里奈、永田好古
- 小道具：宮本恵美子、高崎香織、藤井知香
- ヘアメイク：川口カツラ店
- 衣装：井町菜々、青木つばさ、岩崎孝典、藤原ひとみ、藤原優花
- MA：佐藤龍志、茂木遼介、山松はるな、阿部卓史、指田高史、駒井仁
- 音効：坂井信行、石川武、石川一宏、小山勇生、北澤亨
- 宣伝：平野三和・池田佐和子・西田沙希（テレビ朝日）
- 編成：吉冨大輔・小古山拓矢・三浦靖雄・岩井健太郎・津戸悠希・馬渕真太朗・宇喜多宏美・岡村地郎（岡村→一時離脱→復帰）・長岡大河・安部旭紘（テレビ朝日）
- 制作スタッフ：小林遥、藤原祥子、佐々木僚、栗山千弥、落合良輔、蛯名葉乙、加茂真由子、石井大貴、安立吏穂、金子未緒理、樋口弘樹、樋口翔一、吉田尭文、伊藤巨登、萩原わかな、加藤由菜、山口耀平、渡邊佐知、高橋奈央子、森本葵、東野伸哉、亀田歩、小峯拓海、大野陽平、前田悠気、清水真希、佐々木健志、衛藤行希、阿部拓弥、鎌田美登里、倉持綾、重年杏樹、髙（高）橋慶輝、本山真衣、根井将光、南沢愛里、中川穂岳、後藤紗里奈、宮脇遥、吉村渉、小川比寧、岩瀬友香、長野美波、辺土名和、上村朱璃、嘉瀬井颯馬、山下凛、井上侑和（香）、岩渕祥太、高（髙）橋晃也、田中大地、川口遥大、松村侑生（希）子、岡島麗奈、林愛葉、今井啓太、森芙香、内山晴捺【週替り】
- アシスタントプロデューサー：馬越脇弘章、大橋ルミ、楠本芳子、百瀬和幸（キックバル）、山野希（以前は制作スタッフ）
- ディレクター：卜部一哉、高崎寛明、飯田亮太、野口昌希、渕上航平、尾形正喜、南川尚人、生越直紀、鈴木鴻司、出口優一、山口智也、上田一登（テレビ朝日）、山口浩和、栗原大祐・守屋隆広・佐々木健太（オフィスぼくら）、森田惇、白井基教（テレビ朝日）、高橋亜季、今井貴大（全力カンパニー）、前田智也、萩原博喜、嶋中一人、中島孝志、有賀響平、横田哲平、石和田英明、中川怜（玲）士、東裕二、清水正太郎、日暮太郎、佐藤啓、藤本翔弥、酒井謙之、延原春華、泉貴晶、桒田洸治【週替り】（今井・柿原・中川・日暮→以前は制作スタッフ、清水→以前は毎週制作スタッフ、東→一時離脱→復帰）
- チーフディレクター：北嶋一喜・上山健太郎（テレビ朝日、上山→以前はディレクター）
- プロデューサー：大澤和宏・米川宝・奥村篤人・中野光春・米田裕一・冨澤有人（テレビ朝日、冨澤→2024年2月5日 - 、米田→以前はプロデューサー→演出）、水野佳世（フナヤ278）
- ゼネラルプロデューサー：友寄隆英（テレビ朝日）
- 特別協力：ジャニーズ事務所
- 制作協力：フナヤ278

### 主なスタッフ（キスマイ10周年でやれるかな? ）
- ナレーション：大塚明夫、冨永みーな、真地勇志、佐藤賢治
- 企画：奥川晃弘
- 構成：鈴木おさむ、中野俊成、樋口卓治、都築浩、飯塚大悟、デーブ八坂、あだち昌也、大平将貴、藤澤朋幸
- TM：福元昭彦
- 美術：小山晃弘
- デザイン：井積伸介、加藤周一
- 美術進行：髙崎絵織
- 編集協力：東京オフラインセンター
- TK：中里優子、池田真梨絵
- 宣伝：村上理絵、石田京子
- 編成：岡村地郎、三浦靖雄、津戸悠希
- 特別協力：ジャニーズ事務所
- 制作スタッフ：今井貴大、加藤由菜、柿原貴興、大野陽平、前田悠気、山口耀平、佐々木健志、亀田歩、中川怜士、山野希、東野伸哉、渡邊佐知、高橋奈央子、森本葵、萩原わかな
- アシスタントプロデューサー：馬越脇弘章、百瀬和幸、大橋ルミ
- ディレクター：尾形正喜、山口浩和、野口昌希、森田惇、辻直記、東裕二、白井基教、南川向人、鈴木鴻司、渕上航平
- チーフディレクター：上山健太郎
- 総合演出：米田裕一
- プロデューサー：奥村篤人、米川宝、中野光春、水野佳世、大澤和宏、杉田ちえみ
- ゼネラルプロデューサー：鈴木忠親、本部純
- 制作著作：テレビ朝日

### 主なスタッフ（○○万円あったら××できるでしょ?）
- CG：南治樹
- 編集：井川貴史、菊池剣一、林宏美
- 音効・MA：久坂恵紹、松阪史高
- 宣伝：井上裕子
- 技術協力：glow、戯音工房
- AD：崔正賢、鈴木洸貴
- ディレクター：中島太一、前田匡寛
- プロデューサー：前田健太郎、木綿幸平（JCTV）、土屋良介
- 制作協力：JCTV
- 制作著作：テレビ朝日

#### 過去のスタッフ（○○万円あったら××できるでしょ?）
- ナレーション：高地真吾
- 構成・演出：中島彰人、田村昌大
- CG：南治樹
- 編集：生江正俊、大門春菜
- 音効・MA：久坂恵紹、松阪史高
- 技術協力：glow、戯音工房
- 監修：制野慎太郎
- ディレクター[17]：土屋（#1）、川跡友里（#2）、中島（#3）、前田（#4）
- プロデューサー：吉冨大輔、木綿幸平（JCTV）

## やらせ報道
週刊新潮2020年2月20日号で、2019年7月15日放送の「スクラッチ宝くじ削り旅」回で番組スタッフがスクラッチくじを数十万円購入した上で事前に削り、当たりくじと思われる物を削る余地を残した上で撮影用にストックし、買ったばかりのくじの中に仕込んでいたというやらせ行為が報道された。
これに対しテレビ朝日は「当たりの傾向や法則を少しでも確認し、スクラッチの開け方をどう見せるかなどを検討するために、事前に10万円分以上の宝くじを購入したことがあったことは事実です。本番では新たにロケ中に購入したスクラッチ宝くじを使用しており、事前に傾向と法則の確認のために削ったスクラッチ宝くじを実際の撮影で使用することはありません」と、当該回についてのやらせについては否定した上で、2018年12月29日放送の「10万円ランド」についてはやらせ行為があったことを認め謝罪した。同回で行われた出演者が農作物を育てる企画では、野菜の一部が天候不良で育たなかっため、市販のヒラタケを接着剤で原木に付け、生えているように見せた他、川で天然ウナギを捕まえる企画では、業者から譲ってもらったものを仕掛けに入れたという。